# Etmaloza
Etmaloza (Ethmalosa fimbriata) – gatunek małej ławicowej ryby morskiej z rodziny śledziowatych (Clupeidae). Jedyny przedstawiciel rodzaju Ethmalosa. 

## Występowanie
Epipelagiczny, zamieszkuje otwarte wody do głębokości 50 m. Występuje w wodach przybrzeżnych wschodniego Oceanu Atlantyckiego, w wodach o temperaturze nie spadającej poniżej 25 °C, od Sahary Zachodniej na północy, po północne krańce Angoli na południu. Niekiedy spotykana w rzece Gambia do 300 km od ujścia.

## Wygląd
Ciało wydłużone, bocznie spłaszczone, długości około 25 cm (maksymalnie 45 cm). Łuski koloru srebrnego lub szarego, z żółto-zielonymi zabarwieniami na pysku i grzbiecie. Płetwy koloru żółto-pomarańczowego. Oczy duże w stosunku do reszty ciała.

## Pożywienie
Głównym składnikiem diety etmalozy jest fitoplankton, głównie okrzemki i bruzdnice z rodzajów Actinocyclus, Ceratium, Coscinodiscus, Cribostomum, Globigerina, Helicostomella, Leptocylindrus, Merismopedia, Navicula, Peridinium, Pleurosigma, Prorocentrum, Thalassionema, Thalassiosira, Thalassiothrix. Niekiedy wzbogaca dietę zooplanktonem w postaci małych widłonogów.

## Rozmnażanie
Etmaloza rozmnaża się w morzu, w szerokich ujściach rzek lub w samych rzekach w wodzie o zasoleniu 3,5–38 ppt. Ikra drobna owalna, koloru jasnożółtego.